# Фіц
Фіц — префікс або частка перед прізвищами англонормандського походження. Походить від нормандського fiz / filz, що означає «син», тому префікс зазвичай пов'язувався з іменем батька (наприклад, Фіцгільберт, означає «син Гільберта»). Існують винятки, коли префікс вживався разом з іменем матері. Префікс застосовувався як прізвище незаконнонароджених (позашлюбних дітей знаті).

## Відомі прізвища з префіксом Фіц

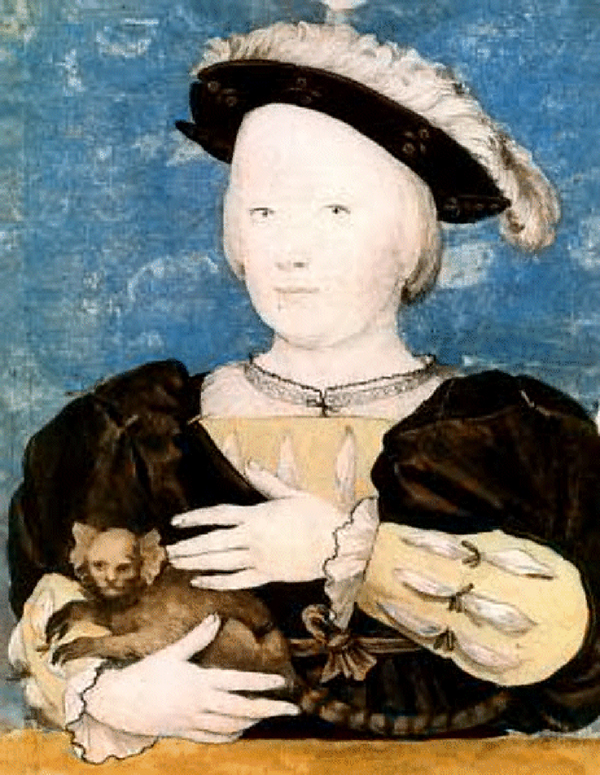
Генрі Фіц-Рой, офіційно визнаний син англійського короля Генріха VIII

- Фіцалан
- Фіцарнольд
- Фіцер
- Фіцджордж
- Фіцжеральд
- Фіцджеймс
- Фіцпатрік
- Фіцрічард
- Фіцрой

## Носії прізвища Фіц
- Брент Фіц (нар. 1970) — канадський рок-музикант
- Флоріан Девід Фіц (нар. 1974) — німецький кіно- й телевізійний актор
- Вероніка Фіц (нар. 1936) — німецька телевізійна акторка
- Єва-Марія Фіц (нар. 1982) — німецька фігуристка